# امیلیا سولفا
امیلیا سولفا (یونانی: Αιμιλία Τσούλφα؛ زادهٔ ۱۵ مهٔ ۱۹۷۳) قایقران قایق بادبانی اهل یونان است.